# Tonyu System
Tonyu Systemとは、アクションゲームの作成に適したプログラミング言語と統合開発環境。製作者は長慎也。
オブジェクト指向を意識した作りとなっており、プログラムを「クラス」という単位に分けることにより、個々のオブジェクトに決まった動きを付け、複製等もできる。実行は全てのオブジェクトが並行した形でして行われる。